# Erpelle
Erpelle, già Herpelle o Carpelliano (in sloveno Hrpelje, già Herpelje), è un insediamento di 665 abitanti del comune sloveno di Erpelle-Cosina, nonché sede comunale, situato nella parte nord-occidentale della Cicceria.
La località è situata a 4,1 km dal confine italiano, sull'importante strada che collega Trieste con Fiume, e comprende inoltre gli agglomerati di Na Gorici e V Kantonu. È sede, assieme all'attigua Cosina, di una stazione ferroviaria (in passato anche capolinea della ferrovia Trieste-Erpelle) lungo la linea Pola-Lubiana (Ferrovia istriana).

## Storia
Dopo la caduta dell'Impero romano d'Occidente, e la parentesi del Regno ostrogoto fino al 539, in Istria si insediarono i bizantini che in seguito subirono la penetrazione temporanea nella penisola dei Longobardi.

Dopo una parentesi di dominazione longobarda dal 751 ad opera del loro re Astolfo, l'Istria tornò in mano bizantine dal 774.
Nel 788 Carlo Magno, re dei Franchi, occupò l'Istria inglobandola nel Regnum Italiae e poi affidandola al figlio Pipino; nell'803 venne istituita la Marchia Austriae et Italiae che comprendeva il Friuli, la Carinzia, la Carniola e l'Istria. Alla morte di Pipino nell'810, il territorio passò in mano al figlio Bernardo.

Con la morte di Carlo Magno nell'814, la carica imperiale passò a Ludovico I che affidò il Regno d'Italia al suo primogenito Lotario, il quale già nell'828 (dopo aver deposto Baldrico, ultimo duca del Friuli, per non aver saputo difendere le frontiere orientali dagli Slavi) divise la parte orientale del Regno, ossia la Marca Orientale, in quattro contee: Verona, Friuli, Carniola e Istria (comprendente il Carso e parte della Carniola interna). Da allora le contee del Friuli e dell'Istria vennero conglobate nella nuova “marca d'Aquileia”, come parte del Regno d'Italia.
In seguito al trattato di Verdun, nell'843, il suo territorio entrò a far parte della Lotaringia in mano a Lotario I e più specificatamente dall'846 della Marca del Friuli; dal 955 divenne bene allodiale dell'imperatore Ludovico II che restituì ai patriarchi d'Aquileia i diritti metropolitici sull'Istria, togliendoli alla chiesa di Grado.
Nel 952 l'imperatore Ottone I obbligò il re d'Italia Berengario II a rinunciare alle contee "Friuli et Istria", unendole all'Impero romano-germanico e subordinandole al ducato di Baviera tenuto dal suo fratellastro Enrico I a cui successe il figlio Enrico II. Nel 976 l'Istria passò al Ducato di Carinzia appena costituito dall'imperatore Ottone II.
L'Istria dal 1040, dopo la morte di Corrado II acquisì, grazie a Enrico III, lo status di Marchia et Comitatus Histriae come "provincia immediata e feudo diretto dell'impero", venendo così tolta dalla dipendenza dei duchi di Carinzia; dal 1070 venne ceduta dall'imperatore a Marquardo IV di Eppenstein signore di Gorizia, futuro duca di Carinzia, poi morto nel 1076.

L'attuale zona di Erpelle fece parte della Diocesi di Trieste, allora esercitante potere temporale su buona parte della Cicceria e del solco di Castelnuovo; nel 1081 però la città di Trieste, e i suoi possedimenti feudali, venne incorporata nello Stato patriarcale.
Nel 1077 l'imperatore Enrico IV costituì il Principato ecclesiastico di Aquileia che ebbe influenza, mediante apposito diploma emesso lo stesso anno, anche sulla marca di Carniola e sulla contea dell'Istria.
Dopo la pace di Treviso (1291, che affidava la fascia costiera occidentale istriana alla crescente potenza della Serenissima), il suo territorio venne affidatato, assieme all'alta valle Risano, al comune di Trieste, al tempo nemico del patriarca. 
Dopo la Pace di Torino del 1381, suggellata dopo la fine della guerra tra i Genovesi e i Veneziani, il comune di Trieste, e così i suoi domini, rientrarono nei domini del Patriarcato di Aquileia.
Il 1420 segnò la fine del potere temporale dei patriarchi ed Erpelle passò sotto il dominio asburgico ma a poca distanza dai domini della Serenissima.
Col trattato di Schönbrunn del 1809 entrò a far parte delle Province Illiriche per rientrare poi in mano austriaca col Congresso di Vienna nel 1815 nel Regno d'Illiria; passò in seguito sotto il profilo amministrativo al Litorale austriaco nel 1849 come frazione del comune di Matteria.
Nel 1923, sotto il Regno d'Italia, la frazione venne distaccata dal comune di Matteria ed aggregata al nuovo comune di Erpelle-Cosina.
Fu soggetta alla Zona d'operazioni del Litorale adriatico (OZAK) tra il settembre 1943 e il maggio 1945. Fin dal giugno 1945, trovandosi a sud-est della linea Morgan, entrò nella zona ad amministrazione jugoslava e a seguito del trattato di Parigi nel 1947 definitivamente a far parte della Jugoslavia, ma vicino al confine con la zona B del Territorio Libero di Trieste; dal 1991 fa parte della Slovenia.

## Alture principali
Monte Reva (Reva), 587 m; Glavica, 646 m; Hrpeljska gora, 737 m.